# Sentencia del Tribunal Constitucional sobre el Estatuto de Autonomía de Cataluña de 2006

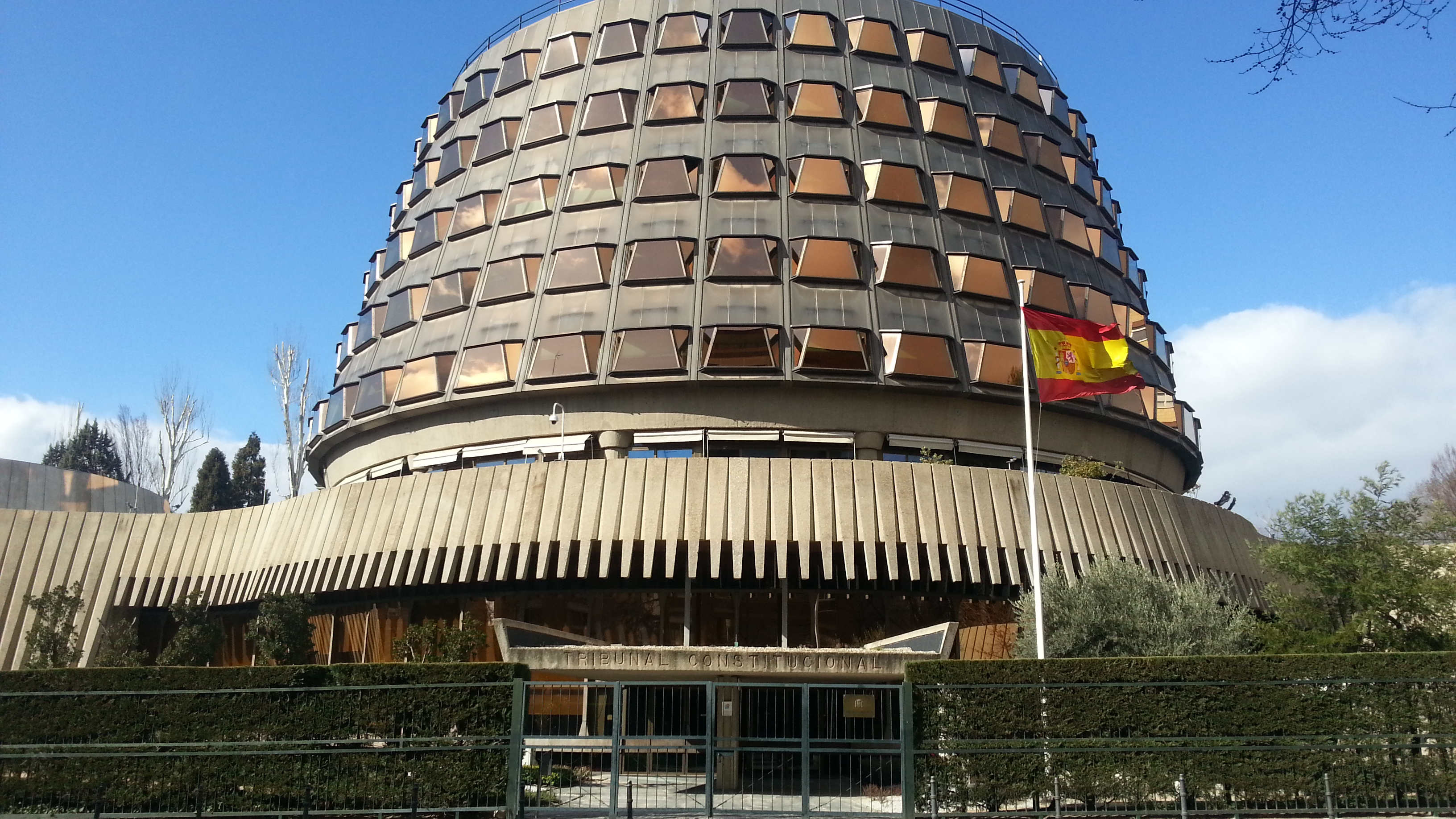
Sede del Tribunal Constitucional en Madrid

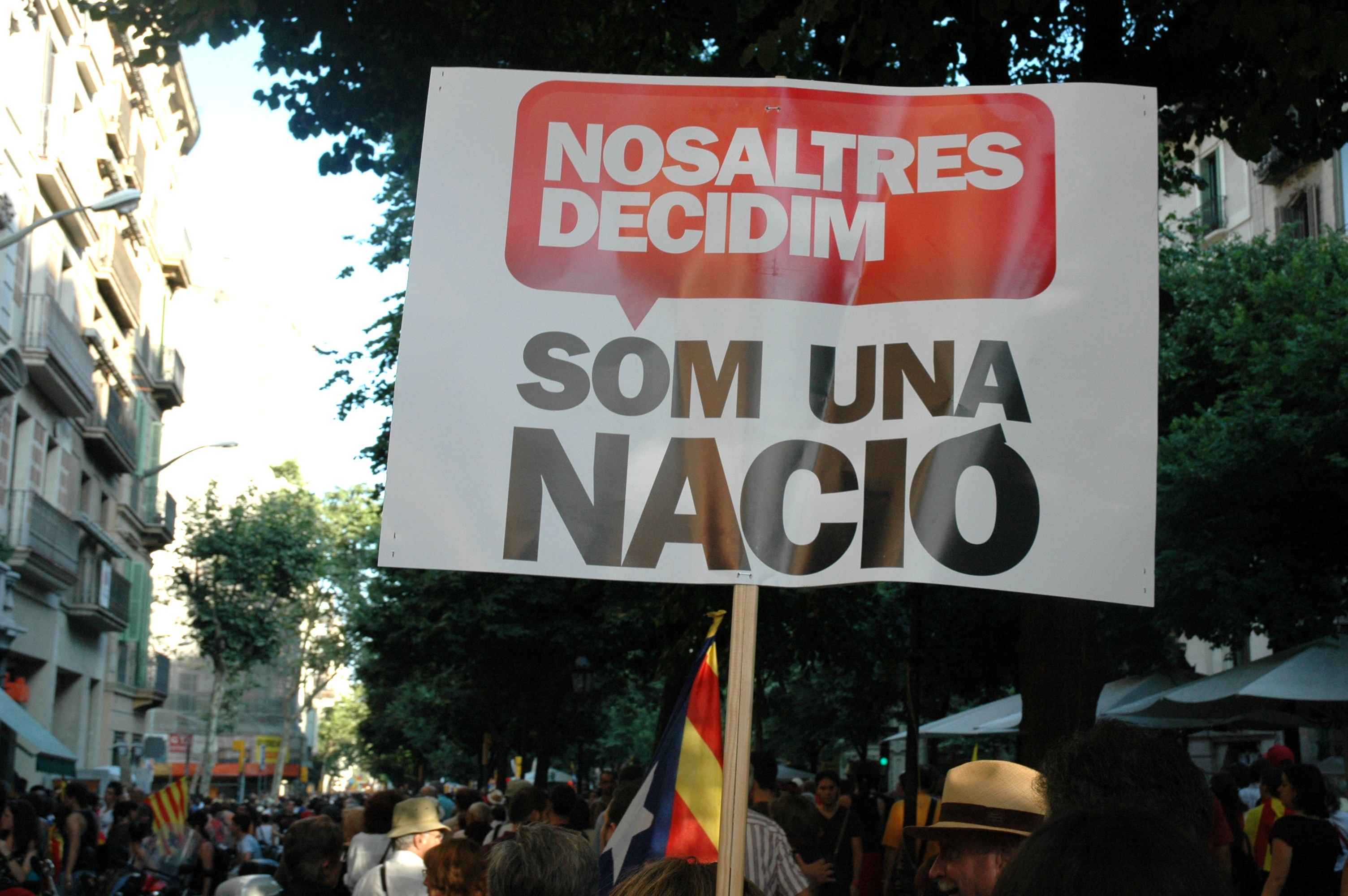
Lema de la manifestación "Som una nació. Nosaltres decidim".

La sentencia del Tribunal Constitucional sobre el Estatuto de Cataluña de 2006 fue hecha pública el 28 de junio de 2010, cuatro años después de la presentación del recurso de inconstitucionalidad interpuesto por el Partido Popular el 31 de julio de 2006 sobre 114 de los 223 artículos del Estatuto de Autonomía de Cataluña de 2006, refrendado por los catalanes en el referéndum celebrado el 18 de junio de 2006. El Tribunal Constitucional por ocho votos contra dos declaró inconstitucionales 14 artículos y sujetos a la interpretación del tribunal otros 27 (por seis votos contra cuatro). Además el tribunal estimó que "carecen de eficacia jurídica" las referencias que se hacen en el preámbulo del Estatuto a Cataluña como nación y a la realidad nacional de Cataluña. La presidenta del Tribunal María Emilia Casas actuó como ponente. El texto completo del fallo y los cinco votos particulares que la acompañan se conocieron el 9 de julio de 2010, un día antes de la celebración en Barcelona de la manifestación de rechazo a la sentencia bajo el lema "Som una nació. Nosaltres decidim" ('Somos una nación. Nosotros decidimos').

## Antecedentes
El 30 de septiembre de 2005 el Parlamento de Cataluña aprobó la reforma del Estatuto de autonomía de Cataluña de 1979 que introdujo tantas modificaciones que en realidad era un nuevo Estatuto. Todos los grupos políticos catalanes lo apoyaron excepto el Partido Popular de Cataluña. En noviembre fue llevado al Congreso de Diputados para su aprobación tal como establece la Constitución Española de 1978, pero allí fue objeto de numerosos cambios que hicieron que Esquerra Republicana de Cataluña, uno de los partidos promotores del nuevo Estatuto y que además formaba parte entonces del gobierno "tripartito" de la Generalidad de Cataluña presidido por el socialista Pasqual Maragall, le retirara finalmente su apoyo, mientras el Partido Popular siguió oponiéndose al mismo.
El nuevo estatuto, aprobado ya en el Congreso, fue finalmente sometido a referéndum en Cataluña el 18 de junio de 2006 siendo aprobado por el 74% de los votantes, con una participación del 49%. Mes y medio después, el 31 de julio, el Partido Popular presentaba un recurso de inconstitucionalidad ante el Tribunal Constitucional en el que impugnó 128 de los 223 artículos del Estatuto. A este recurso le siguieron otros seis presentados por el Defensor del Pueblo y por cinco comunidades autónomas (Aragón, Baleares, Comunidad Valenciana, Murcia y La Rioja), todas ellas gobernadas por el Partido Popular, a excepción de Aragón, donde gobernaba una coalición entre el Partido de los Socialistas de Aragón y el Partido Aragonés.
Tres días antes de la presentación del recurso ante el Tribunal Constitucional Mariano Rajoy había enumerado los ocho elementos principales de inconstitucionalidad que veía el PP en el Estatuto: 
- que Cataluña sea una nación, ya que «desde el punto de vista constitucional, no hay más nación que la nación española, titular de la soberanía», y a esa nación «no pueden equipararse las nacionalidades y regiones que integran su indisoluble unidad» y cuyos estatutos son «un poder derivado de la Constitución»;
- el trato «privilegiado» a la lengua catalana derivado de considerar su conocimiento como un deber y de «la consideración exclusiva del catalán  como lengua de la enseñanza», lo que por otro lado, va en contra «del derecho de los padres a elegir la lengua en la que quieren que estudien sus hijos»;
- que haya «derechos y deberes distintos» para los catalanes que para el resto de los españoles, porque ello «va en contra de la igualdad de todos los españoles»;
- el Poder Judicial para Cataluña, porque «rompe con la unidad judicial de España»;
- la distribución de competencias entre Cataluña y el Estado;
- el principio de bilateralidad «que privilegia a Cataluña y sienta las bases de un modelo confederal asimétrico» y supone «una desigualdad inadmisible  en la Constitución»;
- las relaciones internacionales de Cataluña, y
- su sistema de financiación propio cuando éste debe pactarse entre todas las autonomías.[5]

Las reacciones críticas de los partidos catalanes a la presentación del recurso por el PP fueron inmediatas. El PSC acusó al Partido Popular de actuar con «falta de respeto hacia los catalanes» que habían aprobado el nuevo Estatuto en referéndum y de «menospreciar» la idea de la «España plural». Por su parte ERC advirtió que si el Tribunal Constitucional aprobaba el recurso, el nuevo Estatuto «quedará todavía más lejos de satisfacer las necesidades de Cataluña y evidenciará que es necesario otro marco constitucional que respete nuestros derechos». CiU calificó la iniciativa del PP como «agresión contra Cataluña», aunque reconoció que era una decisión «legítima y respetable», mientras que ICV vaticinó un fracaso del Partido Popular en las próximas elecciones catalanas.
El 5 de noviembre de 2006 se celebraron las elecciones al Parlamento de Cataluña, cuyo resultado fue muy similar al de las de 2003. De nuevo CiU era el partido más votado (obtenía 48 escaños, dos más que en 2003), pero el PSC, ERC y ICV-EUiA revalidaban la mayoría absoluta (37 diputados el PSC, 21 ERC y 12 ICV-EUiA) por lo que podrían reeditar el gobierno "tripartito" bajo la presidencia del socialista José Montilla, y con el republicano independentista Josep Lluís Carod Rovira de vicepresidente. La única novedad fue la entrada en el Parlamento catalán con tres diputados del nuevo partido Ciudadanos – Partido de la Ciudadanía, que como el PP (14 diputados) se oponía frontalmente al nuevo Estatuto. El 24 de noviembre José Montilla —nuevo líder del PSC tras la renuncia de Maragall a presentarse a la reelección presionado por su propio partido— era investido por el Parlamento de Cataluña como nuevo presidente de la Generalidad por 70 votos a favor y 65 en contra. En el discurso que pronunció a continuación Montilla ofreció a la oposición (CiU, PP y Ciudadanos) un pacto para desarrollar el Estatuto y otros grandes temas «de país».

## Tramitación del recurso en el Tribunal Constitucional
Casi inmediatamente después de la entrada en el Tribunal Constitucional de los recursos de inconstitucionalidad comienza una ola de recusaciones cruzadas que congela su tramitación y alarga el proceso cuatro años. El Tribunal estaba formado por seis magistrados "conservadores" y seis "progresistas", aunque como entre estos últimos se encontraba la presidenta María Emilia Casas, esto les daba ventaja por su voto de calidad en caso de empate. Comenzó la Generalidad de Cataluña que fracasó en su intento de recusar al juez "conservador" Roberto García-Calvo. El Partido Popular respondió con la recusación del magistrado "progresista" (y catalán) Pablo Pérez Tremps, que es aprobada, lo que deja al tribunal con una mayoría "conservadora" de seis contra cinco.
En marzo de 2007 el gobierno catalán consigue que la recusación de Pérez Tremps sólo afecte al recurso del PP pero no a los otros seis y dos meses después el gobierno de José Luis Rodríguez Zapatero lleva al Congreso de los Diputados la reforma por la vía de urgencia de la Ley del Tribunal Constitucional para prorrogar el mandato de la presidenta que expiraba en junio y mantener el voto de calidad del lado "progresista". El Partido Popular responde con un recurso y con el bloqueo de la renovación por el Senado de los cuatro magistrados cuyo mandato acababa en diciembre, asegurando así la mayoría "conservadora" en el Tribunal (ya que tres de ellos son de ese sector). El gobierno socialista de Rodríguez Zapatero, por su parte, se plantea recusar a los magistrados "conservadores" García-Calvo y Rodríguez-Zapata.
Tras las elecciones de marzo de 2008, que vuelven a dar la victoria al PSOE por lo que Rodríguez Zapatero sigue al frente del gobierno, continúa el bloqueo de la elección por el Senado de los cuatro magistrados cuyo mandato ya ha expirado. El 18 de mayo fallece el magistrado "conservador" García-Calvo pero su puesto no es cubierto por falta de acuerdo entre el PP y el PSOE, por lo que se restablece el equilibrio entre "conservadores" y "progresistas" (cinco contra cinco) pero con la ventaja de estos últimos que cuentan con el voto de calidad de la presidenta.
En los dos años siguientes las deliberaciones sobre la sentencia se alargan debido a la división existente entre "conservadores" y "progresistas" y con su legitimidad cuestionada por algunos sectores ya que dos tercios de los magistrados ya han cumplido su mandato. Finalmente, tras hacerse cargo de la ponencia la presidenta del tribunal, se alcanza un acuerdo por seis votos contra cuatro (los cinco "progresistas" más el "conservador" Guillermo Jiménez Sánchez, frente a los otros cuatro "conservadores") que se hace público el 28 de junio de 2010. Declaran inconstitucionales 14 artículos y disposiciones adicionales y otros 27 son sometidos a interpretación, además de negar cualquier validez jurídica a la declaración de Cataluña como nación hecha en el Preámbulo.

## Contenido
La sentencia ocupa 881 folios: 449 de antecedentes, 234 de fundamentos jurídicos, tres del fallo y 197 correspondientes a los votos particulares de cinco magistrados.

### Preámbulo «sin eficacia jurídica»
En el Preámbulo del Estatuto se dice "que el Parlamento de Cataluña, recogiendo el sentimiento y la voluntad de la ciudadanía de Cataluña, ha definido de forma ampliamente mayoritaria a Cataluña como nación". El Tribunal Constitucional considera que esta afirmación, junto con la mención de la "realidad nacional de Cataluña", carece de "eficacia jurídica interpretativa", única naturaleza que poseen los preámbulos o exposición de motivos, carentes totalmente de valor normativo y por tanto ajenos a poder ser declarados inconstitucionales. La sentencia dicta y acoge textualmente "la defensa de concepciones ideológicas que, basadas en un determinado entendimiento de la realidad social, cultural y política, pretendan para una determinada colectividad la condición de comunidad nacional, incluso como principio desde el que procurar la conformación de una voluntad constitucionalmente legitimada para, mediando la oportuna e inexcusable reforma de la Constitución, traducir ese entendimiento en una realidad jurídica". Así pues, "esa mención, por lo demás, en cuanto tiene de expresión de una circunstancia histórica, es en sí misma jurídicamente intrascendente, sin perjuicio de que, en cualquier contexto que no sea jurídico-constitucional, la autorrepresentación de una colectividad como una realidad nacional en el sentido ideológico, histórico o cultural, tenga plena cabida en el ordenamiento democrático como expresión de una idea perfectamente legítima". En el fundamento n.º 12 de la sentencia se dice: "la nación que aquí importa es única y exclusivamente la nación en sentido jurídico-constitucional. Y en ese específico sentido la Constitución no conoce otra que la Nación española, con cuya mención arranca su preámbulo, en la que la Constitución se fundamenta (art. 2 CE) y con la que se cualifica expresamente la soberanía que, ejercida por el pueblo español como su único titular reconocido (art. 1.2), se ha manifestado como voluntad constituyente en los preceptos positivos de la Constitución Española".

### Artículos declarados total o parcialmente inconstitucionales
Los catorce artículos que el Tribunal Constitucional declaró inconstitucionales total o parcialmente, por seis votos contra cuatro, son los siguientes (en negrita los párrafos eliminados por ser contrarios a la Constitución):

Artículo 6. 1.
 La lengua propia de Cataluña es el catalán. Como tal, el catalán es la lengua de uso normal y preferente de las Administraciones públicas y de los medios de comunicación públicos de Cataluña, y es también la lengua normalmente utilizada como vehicular y de aprendizaje en la enseñanza.
Fundamento jurídico
 Considerar el catalán como "lengua propia" no debe suponer un desequilibrio en el régimen de cooficialidad. Declarar preferencias "implica la primacía de una lengua sobre otra"

Artículo 76. 4.
 Los dictámenes del Consejo de Garantías Estatutarias tienen carácter vinculante con relación a los proyectos de ley y las proposiciones de ley del Parlamento que desarrollen o afecten a derechos reconocidos por el presente Estatuto.
Fundamento jurídico
 El carácter vinculante de los dictámenes del Consejo de Garantías Estatutarias, supondría "una inadmisible limitación de la autoridad y de las competencias parlamentarias" y perjudicaría "el monopolio de rechazo de las normas con fuerza de ley" del Tribunal Constitucional.

Artículo 78.1. 
El Síndic de Greuges tiene la función de proteger y defender los derechos y las libertades reconocidos por la Constitución y el presente Estatuto. A tal fin supervisa, con carácter exclusivo, la actividad de la Administración de la Generalidad (...).
Fundamento jurídico
 El inciso "con carácter exclusivo" incumple el artículo 54 de la Constitución al hacer "imposible la actuación del Defensor del Pueblo respecto a la Administración catalana. La acción del Defensor del Pueblo "ha de comprender cualesquiera Administraciones públicas en aras de la perfecta cobertura de las garantías constitucionales de los derechos"

Artículo 95. El Tribunal Superior de Justicia de Cataluña.

5. El Presidente o Presidenta del Tribunal Superior de Justicia de Cataluña es el representante del poder judicial en Cataluña. Es nombrado por el Rey, a propuesta del Consejo General del Poder Judicial y con la participación del Consejo de Justicia de Cataluña en los términos que determine la Ley Orgánica del Poder Judicial. El Presidente o Presidenta de la Generalitat ordena que se publique su nombramiento en el «Diari Oficial de la Generalitat de Catalunya».

6. Los Presidentes de Sala del Tribunal Superior de Justicia de Cataluña son nombrados a propuesta del Consejo General del Poder Judicial y con la participación del Consejo de Justicia de Cataluña en los términos que determine la Ley Orgánica del Poder Judicial.

Artículo 97. El Consejo de Justicia de Cataluña.

El Consejo de Justicia de Cataluña es el órgano de gobierno del poder judicial en Cataluña. Actúa como órgano desconcentrado del Consejo General del Poder Judicial, sin perjuicio de las competencias de este último, de acuerdo con lo previsto en la Ley Orgánica del Poder Judicial.

Artículo 98. Atribuciones.

a) Participar en la designación del Presidente o Presidenta del Tribunal Superior de Justicia de Cataluña, así como en la de los Presidentes de Sala de dicho Tribunal Superior y de los Presidentes de las Audiencias Provinciales.

b) Proponer al Consejo General del Poder Judicial y expedir los nombramientos y los ceses de los Jueces y Magistrados incorporados a la carrera judicial temporalmente con funciones de asistencia, apoyo o sustitución, así como determinar la adscripción de estos Jueces y Magistrados a los órganos judiciales que requieran medidas de refuerzo.

c) Instruir expedientes y, en general, ejercer las funciones disciplinarias sobre Jueces y Magistrados en los términos previstos por las leyes.

d) Participar en la planificación de la inspección de juzgados y tribunales, ordenar, en su caso, su inspección y vigilancia y realizar propuestas en este ámbito, atender a las órdenes de inspección de los juzgados y tribunales que inste el Gobierno y dar cuenta de la resolución y de las medidas adoptadas.

e) Informar sobre los recursos de alzada interpuestos contra los acuerdos de los órganos de gobierno de los tribunales y juzgados de Cataluña.

3. Las resoluciones del Consejo de Justicia de Cataluña en materia de nombramientos, autorizaciones, licencias y permisos deben adoptarse de acuerdo con los criterios aprobados por el Consejo General del Poder Judicial.

Artículo 99. Composición, organización y funcionamiento.

1. El Consejo de Justicia de Cataluña está integrado por el Presidente o Presidenta del Tribunal Superior de Justicia de Cataluña, que lo preside, y por los miembros que se nombren, de acuerdo con lo previsto por la Ley Orgánica del Poder Judicial, entre Jueces, Magistrados, Fiscales o juristas de reconocido prestigio. El Parlamento de Cataluña designa a los miembros del Consejo que determine la Ley Orgánica del Poder Judicial.

Artículo 100. Control de los actos del Consejo de Justicia de Cataluña.

1. Los actos del Consejo de Justicia de Cataluña serán recurribles en alzada ante el Consejo General del Poder Judicial, salvo que hayan sido dictados en el ejercicio de competencias de la Comunidad Autónoma.

Artículo 101. Oposiciones y concursos.

1. La Generalitat propone al Gobierno del Estado, al Consejo General del Poder Judicial o al Consejo de Justicia de Cataluña, según corresponda, la convocatoria de oposiciones y concursos para cubrir las plazas vacantes de Magistrados, Jueces y Fiscales en Cataluña.

2. El Consejo de Justicia de Cataluña convoca los concursos para cubrir plazas vacantes de Jueces y Magistrados en Cataluña en los términos establecidos en la Ley Orgánica del Poder Judicial.
Fundamento jurídico
"Es notorio que el Estatuto catalán incurre en un evidente exceso [al crear el Consejo de Justicia de Cataluña] pues ningún órgano, salvo el Consejo General del Poder Judicial puede ejercer la función de gobierno de los órganos jurisdiccionales integrados en el Poder Judicial, exclusivo del Estado, ni otra ley que sea la Orgánica del Poder Judicial puede determinar la estructura y funciones de aquel Consejo".

Artículo 111. Competencias compartidas. 
En las materias que el Estatuto atribuye a la Generalitat de forma compartida con el Estado, corresponden a la Generalitat la potestad legislativa, la potestad reglamentaria y la función ejecutiva, en el marco de las bases que fije el Estado como principios o mínimo común normativo en normas con rango de ley, excepto en los supuestos que se determinen de acuerdo con la Constitución y el presente Estatuto. En el ejercicio de estas competencias, la Generalitat puede establecer políticas propias. El Parlamento debe desarrollar y concretar a través de una ley aquellas previsiones básicas.
Fundamento jurídico
 El Estado podrá seguir legislando sobre las competencias compartidas mediante la figura normativa que crea oportuna, pues las "normas reglamentarias" y los "actos de ejecución del Estado" también tienen un "carácter básico". Si las bases son "principios" o "normación mínima no es asunto a dilucidar en un Estatuto, sino solo en la Constitución". Además "el concepto, el contenido y el alcance de las bases no pueden ser, por regla general, distintos para cada comunidad, pues en otro caso el Estado tendría que dictar uno u otro tipo de bases en función de lo dispuesto en cada estatuto de autonomía"

Artículo 120. 2. Cajas de ahorros. 
Corresponde a la Generalitat, en materia de cajas de ahorros con domicilio en Cataluña, la competencia compartida sobre la actividad financiera, de acuerdo con los principios, reglas y estándares mínimos que establezcan las bases estatales, que incluye, en todo caso, la regulación de la distribución de los excedentes y de la obra social de las cajas.

Artículo 126. 2. Crédito, banca, seguros y mutualidades no integradas en el sistema de Seguridad Social. 
Corresponde a la Generalitat la competencia compartida sobre la estructura, la organización y el funcionamiento de las entidades de crédito que no sean cajas de ahorros, de las cooperativas de crédito y de las entidades gestoras de planes y fondos de pensiones y de las entidades físicas y jurídicas que actúan en el mercado asegurador a las que no hace referencia el apartado 1, de acuerdo con los principios, reglas y estándares mínimos fijados en las bases estatales.

Artículo 206. 3. Participación en el rendimiento de los tributos estatales y mecanismos de nivelación y solidaridad.
 Los recursos financieros de que disponga la Generalitat podrán ajustarse para que el sistema estatal de financiación disponga de recursos suficientes para garantizar la nivelación y solidaridad a las demás comunidades autónomas, con el fin de que los servicios de educación, sanidad y otros servicios sociales esenciales del Estado del bienestar prestados por los diferentes Gobiernos autonómicos puedan alcanzar niveles similares en el conjunto del Estado, siempre y cuando lleven a cabo un esfuerzo fiscal también similar. En la misma forma y si procede, la Generalitat recibirá recursos de los mecanismos de nivelación y solidaridad. Los citados niveles serán fijados por el Estado.
Fundamento jurídico
 Solo el Estado puede establecer el esfuerzo fiscal que debe realizar cada comunidad por lo que el inciso vulnera la "autonomía financiera" del resto de las comunidades autónomas.

Artículo 218. 2. Autonomía y competencias financieras. 
La Generalitat tiene competencia, en el marco establecido por la Constitución y la normativa del Estado, en materia de financiación local. Esta competencia puede incluir la capacidad legislativa para establecer y regular los tributos propios de los Gobiernos locales e incluye la capacidad para fijar los criterios de distribución de las participaciones a cargo del presupuesto de la Generalitat.
Fundamento jurídico
Los "capacidad legislativa para establecer y regular los tributos propios de los Gobiernos locales" es una potestad "exclusiva y excluyente" del Estado.

### Artículos sometidos a la interpretación del Tribunal
El Tribunal Constitucional avala la constitucionalidad de 23 artículos y cuatro disposiciones siempre que se interpreten de la forma indicada por el mismo:

Art. 5. Derechos Históricos.
 "El autogobierno de Cataluña se fundamenta también en los derechos históricos del pueblo catalán, en sus instituciones seculares y en la tradición jurídica catalana"
Interpretación
 El inciso no equivale al contenido en la disposición adicional primera de la Constitución ni es fundamento jurídico del autogobierno de Cataluña distinto a la Constitución. Así pues, en ningún caso los "derechos históricos"  pueden interpretarse como "fundamento de la existencia" de la comunidad autónoma catalana o "de su derecho constitucional al autogobierno… al margen de la Constitución misma".

Art. 6.2 La lengua propia y las lenguas oficiales.
 "El catalán es la lengua oficial de Cataluña. También lo es el castellano, que es la lengua oficial del Estado español. Todas las personas tienen derecho a utilizar las dos lenguas oficiales y los ciudadanos de Cataluña el derecho y el deber de conocerlas. Los poderes públicos de Cataluña deben establecer las medidas necesarias para facilitar el ejercicio de estos derechos y el cumplimiento de este deber".
Interpretación
 "El deber de conocimiento de la lengua catalana no puede ser entendido como obligación jurídicamente exigible con carácter generalizado".

Art. 8.1. Símbolos de Cataluña.
 "Cataluña, definida como nacionalidad en el artículo primero, tiene como símbolos nacionales la bandera, la fiesta y el himno"
Interpretación
Con la calificación de "nacionales" de los símbolos de Cataluña se entiende únicamente los símbolos de una "nacionalidad" , "sin pretensión por ello, de competencia o contradicción con los símbolos de la Nación española".

Art.33.5. Derechos lingüísticos ante las Administraciones públicas y las instituciones estatales.
Los ciudadanos de Cataluña tienen el derecho a relacionarse por escrito en catalán con los órganos constitucionales y con los órganos jurisdiccionales de ámbito estatal, de acuerdo con el procedimiento establecido por la legislación correspondiente. Estas instituciones deben atender y deben tramitar los escritos presentados en catalán que tendrán, en todo caso, plena eficacia jurídica.
Interpretación
 Este apartado "sería contrario a la Constitución si el Estatuto pretendiera derivar de la cooficialidad de la lengua catalana su cualidad de medio de comunicación jurídicamente válido respecto de poderes públicos no radicados en el territorio de la Comunidad Autónoma de Cataluña. Tal condición es privativa del castellano. […] La existencia o no de eficacia jurídica de los escritos presentados en catalán a dichos órganos y, en su caso, el grado de ésta ha de ser establecido con entera libertad, dentro de los límites constitucionales (art. 3.1 CE), por el legislador estatal competente."

Art. 34. Derechos lingüísticos de los consumidores. 
"Todas las personas tienen derecho a ser atendidas oralmente y por escrito en la lengua oficial que elijan en su condición de usuarias o consumidoras de bienes, productos y servicios. Las entidades, las empresas y los establecimientos abiertos al público en Cataluña quedan sujetos al deber de disponibilidad lingüística en los términos establecidos por ley".
Interpretación
 El deber de disponibilidad lingüística de las entidades, empresas, etc. "no puede significar la imposición a estas, a su titular o a su personal de obligaciones individuales".

Art. 35. Derechos lingüísticos en la enseñanza.
 "El catalán debe utilizarse normalmente como lengua vehicular y de aprendizaje en la enseñanza".
Interpretación
 "No cabe interpretar legítimamente" que la enseñanza se imparta "única y exclusivamente en una de las dos lenguas cooficiales". "Es constitucionalmente obligado que las dos lenguas cooficiales sean reconocidas… como vehiculares".

Art. 50.5. Fomento y difusión del catalán.
 "La Generalitat, la Administración local y las demás corporaciones públicas de Cataluña, las instituciones y las empresas que dependen de las mismas y los concesionarios de sus servicios deben utilizar el catalán en sus actuaciones internas y en la relación entre ellos (...)".
Interpretación
 El deber de utilizar el catalán no supone la prohibición de utilizar el castellano por las entidades públicas y privadas y el personal a su servicio en las relaciones internas y externas, sin que esa utilización normal del castellano pueda estar condicionada por formalidad alguna.

Artículo 90. La veguería.
 1. La veguería es el ámbito territorial específico para el ejercicio del gobierno intermunicipal de cooperación local y tiene personalidad jurídica propia. La veguería también es la división territorial adoptada por la Generalitat para la organización territorial de sus servicios. 2. La veguería, como gobierno local, tiene naturaleza territorial y goza de autonomía para la gestión de sus intereses.
Interpretación
 "Como cuestión de principio es necesario señalar que el hecho de que el Estatuto de Autonomía no haga mención de la provincia, salvo en su art. 91.4 EAC, no puede suponer, en absoluto, la desaparición de esa entidad local en Cataluña. La provincia es una entidad asumida y asegurada en su existencia por la Constitución. […] En tal sentido, la previsión estatutaria de la existencia de veguerías, sean cuales sean sus límites geográficos, no puede suponer la supresión de las provincias en Cataluña ni la de sus funciones constitucionales.

Artículo 91. Consejo de veguería. 
 3. Los Consejos de veguería sustituyen a las Diputaciones. 4. La creación, modificación y supresión, así como el desarrollo del régimen jurídico de las veguerías, se regulan por ley del Parlamento. La alteración, en su caso, de los límites provinciales se llevará a cabo conforme a lo previsto en el artículo 141.1 de la Constitución.
Interpretación
 "Si la veguería es una entidad local de nuevo cuño no sería constitucionalmente admisible que los Consejos de veguería sustituyeran a las Diputaciones, de manera que el art. 91.3 EAC, para ser conforme con la Constitución, ha de interpretarse de modo condicional, esto es, que los Consejos de veguería pueden sustituir a las Diputaciones en el exclusivo caso de que los límites geográficos de las veguerías coincidan con los de las provincias"

Art. 95.2. El Tribunal Superior de Justicia de Cataluña.
 "El Tribunal Superior de Cataluña es la última instancia jurisdiccional de todos los procesos iniciados en Cataluña, así como de todos los recursos que se tramiten en su ámbito territorial, (...) sin perjuicio de la competencia reservada al Supremo para la unificación de doctrina".
Interpretación
"Para la unificación de doctrina" no se contrae a un recurso específico, ni limita la capacidad de la Ley Orgánica del Poder Judicial para regular la función jurisdiccional que corresponde al Tribunal Supremo. Así pues, las competencias del Tribunal Supremo en seguirán siendo las mismas que en el resto de España

Art. 110. Competencias exclusivas. "Corresponden a la Generalitat, en el ámbito de sus competencias exclusivas, de forma íntegra la potestad legislativa, la potestad reglamentaria y la función ejecutiva".
Interpretación
 El artículo 110 solo es aplicable a supuestos de competencia material plena de la comunidad autónoma y no impide el ejercicio de las competencias exclusivas del Estado del artículo 149 de la Constitución, tanto cuando estas últimas concurran con las autonómicas sobre el mismo espacio físico u objeto jurídico, como cuando se trate de materias de competencia compartida entre el Estado y la comunidad, cualquiera que sea la utilización de los términos "competencia exclusiva" o "competencias exclusivas" en los demás preceptos del Estatuto, sin que tampoco la expresión "en todo caso" reiterada en el Estatuto respecto de ámbitos competenciales autonómicos, impida, por sí sola, el pleno y efectivo ejercicio de las competencias estatales.

Artículo 112. Competencias ejecutivas.
Corresponde a la Generalitat en el ámbito de sus competencias ejecutivas, la potestad reglamentaria, que comprende la aprobación de disposiciones para la ejecución de la normativa del Estado, así como la función ejecutiva, que en todo caso incluye la potestad de organización de su propia administración y, en general, todas aquellas funciones y actividades que el ordenamiento atribuye a la Administración pública.
Interpretación
 "Cuestión distinta es si la competencia ejecutiva de la Generalitat puede ejercerse, a partir de “la normativa (legal y reglamentaria) del Estado”, no sólo como función ejecutiva stricto sensu, sino también como potestad reglamentaria de alcance general. La respuesta es, de acuerdo con nuestra doctrina, claramente negativa, aun cuando es pacífico que en el ámbito ejecutivo puede tener cabida una competencia normativa de carácter funcional de la que resulten reglamentos internos de organización de los servicios necesarios para la ejecución y de regulación de la propia competencia funcional de ejecución y del conjunto de actuaciones precisas para la puesta en práctica de la normativa estatal (STC 51/2006, de 16 de febrero, FJ 4). Sólo entendida en esa concreta dimensión, la potestad reglamentaria a que se refiere el art. 112 EAC, limitada a la emanación de reglamentos de organización interna y de ordenación funcional de la competencia ejecutiva autonómica, no perjudica a la constitucionalidad del art. 112 EAC."

Artículo 122. Consultas populares.
 Corresponde a la Generalitat la competencia exclusiva para el establecimiento del régimen jurídico, las modalidades, el procedimiento, la realización y la convocatoria por la propia Generalitat o por los entes locales, en el ámbito de sus competencias, de encuestas, audiencias públicas, foros de participación y cualquier otro instrumento de consulta popular, con excepción de lo previsto en el artículo 149.1.32 de la Constitución.
Interpretación
 El artículo "es perfectamente conforme con la Constitución, en el bien entendido de que en la expresión cualquier otro instrumento de consulta popular no se comprende el referéndum. Tal entendimiento parece implícito en el propio art. 122 EAC, que hace excepción expresa “de lo previsto en el artículo 149.1.32 de la Constitución”. Sin embargo, esa excepción no puede limitarse a la autorización estatal para la convocatoria de consultas populares por vía de referéndum, sino que ha de extenderse a la entera disciplina de esa institución, esto es, a su establecimiento y regulación."

Artículo 127.3 Cultura.
.En las actuaciones que el Estado realice en Cataluña en materia de inversión en bienes y equipamientos culturales se requiere el acuerdo previo con la Generalitat. En el caso de las actividades que el Estado lleve a cabo con relación a la proyección internacional de la cultura, los Gobiernos del Estado y la Generalitat articularán fórmulas de colaboración y cooperación mutuas conforme a lo previsto en el Título V de este Estatuto.
Interpretación
 El “acuerdo previo con la Generalitat" "no es contrario a la Constitución toda vez que ha de entenderse que la inexistencia de dicho acuerdo no puede impedir el cumplimiento por el Estado del deber que aquel precepto constitucional le impone [el art. 149.2 de la Constitución que impone expresamente al Estado la consideración del “servicio de la cultura como deber y atribución esencial”].

Art. 129. Derecho civil. "Corresponde a la Generalitat la competencia exclusiva en materia de derecho civil, con la excepción de las materias que el artículo 149.1.8ª de la Constitución atribuye en todo caso al Estado (...)".
Interpretación
  El artículo "no se refiere, ni podría hacerlo, a la totalidad del Derecho civil español, sino sólo al Derecho civil privativo de Cataluña, respecto del que la Generalitat puede perfectamente ostentar una competencia exclusiva que tenga por objeto la conservación, modificación y desarrollo de ese Derecho, en los términos establecidos en nuestra doctrina, y en la que se comprenda la determinación de su propio sistema de fuentes. Determinación que, como función normativa, sólo puede tener el alcance que es propio de las funciones de “conservación, modificación y desarrollo” del Derecho civil existente en Cataluña al constituirse ésta en Comunidad Autónoma, que son las que constitucionalmente le reconoce y garantiza el art. 149.1.8 de la Constitución".

Artículo 138. Inmigración.
1. Corresponde a la Generalitat en materia de inmigración: a) La competencia exclusiva en materia de primera acogida de las personas inmigradas, que incluirá las actuaciones socio-sanitarias y de orientación. b) El desarrollo de la política de integración de las personas inmigradas en el marco de sus competencias. c) El establecimiento y la regulación de las medidas necesarias para la integración social y económica de las personas inmigradas y para su participación social. d) El establecimiento por ley de un marco de referencia para la acogida e integración de las personas inmigradas. e) La promoción y la integración de las personas regresadas y la ayuda a las mismas, impulsando las políticas y las medidas pertinentes que faciliten su regreso a Cataluña. 2. Corresponde a la Generalitat la competencia ejecutiva en materia de autorización de trabajo de los extranjeros cuya relación laboral se desarrolle en Cataluña. Esta competencia, que se ejercerá en necesaria coordinación con la que corresponde al Estado en materia de entrada y residencia de extranjeros, incluye: a) La tramitación y resolución de las autorizaciones iniciales de trabajo por cuenta propia o ajena. b) La tramitación y la resolución de los recursos presentados con relación a los expedientes a que se refiere la letra a) y la aplicación del régimen de inspección y sanción. 3. Corresponde a la Generalitat la participación en las decisiones del Estado sobre inmigración con especial trascendencia para Cataluña y, en particular, la participación preceptiva previa en la determinación del contingente de trabajadores extranjeros a través de los mecanismos previstos en el Título V.
Interpretación
  "Es a la legislación estatal a la que corresponde libremente determinar los concretos términos, formas y condiciones de la participación de la Comunidad Autónoma a la que se refiere el precepto, debiendo en todo caso quedar a salvo la titularidad de las competencias estatales eventualmente implicadas y la perfecta libertad que en su ejercicio corresponde a los organismos e instituciones del Estado. En consecuencia el artículo 138 ha de interpretarse en el sentido de que la referencia a la “inmigración” no se corresponde con esta materia constitucional, competencia exclusiva del Estado (art. 149.1.2 CE), sino con otras materias sobre las que puede asumir competencias la Comunidad Autónoma.

Artículo 174.3. Relaciones de la Generalitat con el Estado y con otras Comunidades Autónomas. Disposiciones generales.
 La Generalitat participa en las instituciones, los organismos y los procedimientos de toma de decisiones del Estado que afecten a sus competencias de acuerdo con lo establecido en el presente Estatuto y las leyes.
Interpretación
  El artículo "ha de interpretarse en el sentido de que prevé una participación orgánica y procedimental de la Generalitat que habrá de ser regulada por la legislación estatal y que no puede sustanciarse respecto de los órganos decisorios del Estado ni impedir o menoscabar el libre y pleno ejercicio de las competencias estatales.

Artículo 180. Designación de miembros del Tribunal Constitucional y del Consejo General del Poder Judicial.
 La Generalitat participa en los procesos de designación de Magistrados del Tribunal Constitucional y de miembros del Consejo General del Poder Judicial, en los términos que dispongan las leyes, o, en su caso, el ordenamiento parlamentario.
Interpretación
El artículo "no infringe la Constitución interpretado en el sentido de que la participación de la Generalitat se condiciona, en su existencia y procedimientos, a lo que dispongan, dentro del margen que la Constitución les permite, las leyes orgánicas correspondientes.

Art. 183.1. a) Funciones y composición de la Comisión Bilateral.
"La Comisión Bilateral Generalitat-Estado, (...) constituye el marco general y permanente de relación entre los Gobiernos de la Generalitat y el Estado a los siguientes efectos: a) La participación y la colaboración de la Generalitat en el ejercicio de las competencias estatales que afecten a la autonomía de Cataluña".
Interpretación
La Comisión Bilateral, como órgano para la participación y colaboración de la Generalitat en el ejercicio de las competencias estatales, no impide ni altera el libre ejercicio por el Estado de sus competencias, ni menoscaba las decisiones que hayan de tomarse en los órganos multilaterales de cooperación. Así pues, la relación entre la Generalitat y el Estado "central" no cabe entenderla como una relación entre iguales, pues el Estado siempre ostenta una relación de superioridad respecto de las comunidades autónomas

Art. 206.5. Participación en el rendimiento de los tributos estatales.
"El Estado garantizará que la aplicación de los mecanismos de nivelación no altere en ningún caso la posición de Cataluña en la ordenación de rentas per cápita entre las comunidades autónomas antes de la nivelación".
Interpretación
La garantía del Estado solo operará cuando la alteración de la posición de Cataluña se deba exclusivamente a los mecanismos de nivelación.

Artículo 210. La Comisión Mixta de Asuntos Económicos y Fiscales Estado-Generalitat.
 1. La Comisión Mixta de Asuntos Económicos y Fiscales Estado-Generalitat es el órgano bilateral de relación entre la Administración del Estado y la Generalitat en el ámbito de la financiación autonómica. Le corresponden la concreción, la aplicación, la actualización y el seguimiento del sistema de financiación, así como la canalización del conjunto de relaciones fiscales y financieras de la Generalitat y el Estado. Está integrada por un número igual de representantes del Estado y de la Generalitat. La presidencia de esta Comisión Mixta es ejercida de forma rotatoria entre las dos partes en turnos de un año. La Comisión adopta su reglamento interno y de funcionamiento por acuerdo entre las dos delegaciones. La Comisión Mixta de Asuntos Económicos y Fiscales Estado-Generalitat ejerce sus funciones sin perjuicio de los acuerdos suscritos por el Gobierno de Cataluña en esta materia en instituciones y organismos de carácter multilateral. 2. Corresponde a la Comisión Mixta de Asuntos Económicos y Fiscales Estado-Generalitat: a) Acordar el alcance y condiciones de la cesión de tributos de titularidad estatal y, especialmente, los porcentajes de participación en el rendimiento de los tributos estatales cedidos parcialmente, al que hace referencia el artículo 206, así como su revisión quinquenal. b) Acordar la contribución a la solidaridad y a los mecanismos de nivelación prevista en el artículo 206. […] d) Negociar el porcentaje de participación de Cataluña en la distribución territorial de los fondos estructurales europeos.
Interpretación
"Las funciones de cooperación de la Comisión Mixta de Asuntos Económicos y Fiscales Estado-Generalitat no excluyen ni limitan la capacidad de las instituciones y organismos de carácter multilateral en materia de financiación autonómica, no afectan a la reserva de Ley Orgánica prevista en el art. 157.3 de la Constitución, ni sustituyen, impiden o menoscaban el libre y pleno ejercicio por el Estado de sus propias competencias".

Artículo 222. La reforma de los Títulos que no afectan a las relaciones con el Estado. 1. d)
 d) Una vez ratificada la reforma por las Cortes Generales, la Generalitat debe someterla a referéndum.
Interpretación
Al convocar el referéndum, el presidente de la Generalitat " lo hace, no en representación de la Comunidad Autónoma (art. 152.1 CE), sino en representación del Estado (en su otra cualidad institucional, según el mismo art. 152.1 CE, [de representante ordinario del Estado en la Comunidad Autónoma]), lo que significa, más específicamente aún, en nombre del órgano estatal, el Rey, que tiene atribuida de modo general [art. 62 c) CE] dicha función. De ahí que el art. 62 c) CE no suponga obstáculo para que el Presidente de la Comunidad Autónoma convoque el referéndum de reforma estatutaria."

Artículo 223. La reforma del resto de los Títulos. 1 i) 
La aprobación de la reforma por las Cortes Generales mediante una ley orgánica incluirá la autorización del Estado para que la Generalitat convoque en el plazo máximo de seis meses el referéndum a que se refiere la letra b).
Interpretación
La misma interpretación que la del artículo 222

Disposición adicional tercera, apartado 1.
 Inversiones en infraestructuras. "La inversión del Estado en Cataluña en infraestructuras, excluido el Fondo de Compensación Interterritorial, se equiparará a la participación relativa del PIB de Cataluña con relación al PIB del Estado para un periodo de 7 años".
Interpretación
 Este apartado debe interpretarse en el sentido de que "no vincula al Estado en la definición de su política de inversiones, ni menoscaba la plena libertad de las Cortes Generales para decidir sobre la existencia y cuantía de dichas inversiones". Así pues, el apartado es constitucional si no supone un "privilegio económico" y si no tiene "efectos directamente vinculantes para el Estado

Disposiciones adicionales 8ª (Cesión del IRPF), 9ª (Impuestos de Hidrocarburos, etc.) y 10ª (IVA).
Interpretación
Los porcentajes de cesión de impuestos previstos en las disposiciones adicionales 8ª, 9ª y 10ª solo alcanzarán virtualidad cuando se hayan acordado, en su caso, por el órgano multilateral correspondiente y hayan sido aprobados por las Cortes Generales.

### Los votos particulares
Los autores de los cuatro votos particulares que discrepan de la sentencia por considerarla demasiado "benevolente" forman parte del sector "conservador" del tribunal. El magistrado Jorge Rodríguez-Zapata Pérez considera que el Estatuto tiene un "vicio colosal de inconstitucionalidad" que se han intentado salvar con un "ejercicio desproporcionado de legislación positiva". El magistrado Javier Delgado Barrio coincide en destacar en que la sentencia contiene una "larga lista de interpretaciones" que supone una relectura completa del Estatuto y que exceden a las funciones del tribunal. El Tribunal Constitucional "ha operado no como lo que es –un órgano jurisdiccional-, sino como lo que no es –un órgano legislativo-, pues crea un Estatuto nuevo". Asimismo manifiesta que la sentencia tendría que haber comenzado declarando la inconstitucionalidad de las referencias que se hace en el preámbulo a "Cataluña como nación". "Con todo respeto a los sentimientos al pueblo catalán, es indudable que en un sentido jurídico-constitucional no hay más que una nación que es la Nación española". El magistrado Vicente Conde Martín de Hijas también considera que la sentencia recurre "en términos desmedidos" a la técnica de la interpretación de los artículos, haciéndoles decir "lo contrario de lo que en una lectura respetuosa con su literalidad" debe entenderse, y sólo así se ha logrado que normas contrarias a la Constitución hayan pasado el filtro del tribunal. Por último el magistrado Ramón Rodríguez Arribas afirma que tanto la referencia a los derechos históricos como la bilateralidad debían haberse declarado inconstitucionales.
El quinto voto particular, el del magistrado "progresista" catalán Eugeni Gay, va a un sentido completamente contrario a la de los otros cuatro.  Según este magistrado "el adjetivo 'nacional' aplicado a Cataluña no ha de entenderse como contrapuesto a la Nación española, de la misma forma que los conceptos de ciudadanía catalana y pueblo catalán no significan la negación de la existencia de la ciudadanía española o del pueblo español". Así concluye que la sentencia "silencia" la pluralidad intrínseca de España, por lo que no ha sabido responder a "la realidad jurídica del mundo contemporáneo, en que las soberanías son difíciles de distinguir y los Estados no son soberanos en el sentido pleno del término". Por tanto, según Gay, se ha producido una “incorrecta inclusión” en el fallo de las consideraciones relativas a que carecen de eficacia jurídica interpretativa las referencias a la definición de “Cataluña como nación” y a la “realidad nacional de Cataluña”, realizándose una “lectura forzada” del preámbulo del Estatuto.
Los seis magistrados que no presentaron ningún voto particular fueron los "progresistas" María Emilia Casas Baamonde, presidente del tribunal y ponente de la sentencia, Pascual Sala Sánchez, Elisa Pérez Vera y Manuel Aragón Reyes, y el "conservador" Guillermo Jiménez Sánchez.

## Primeras reacciones

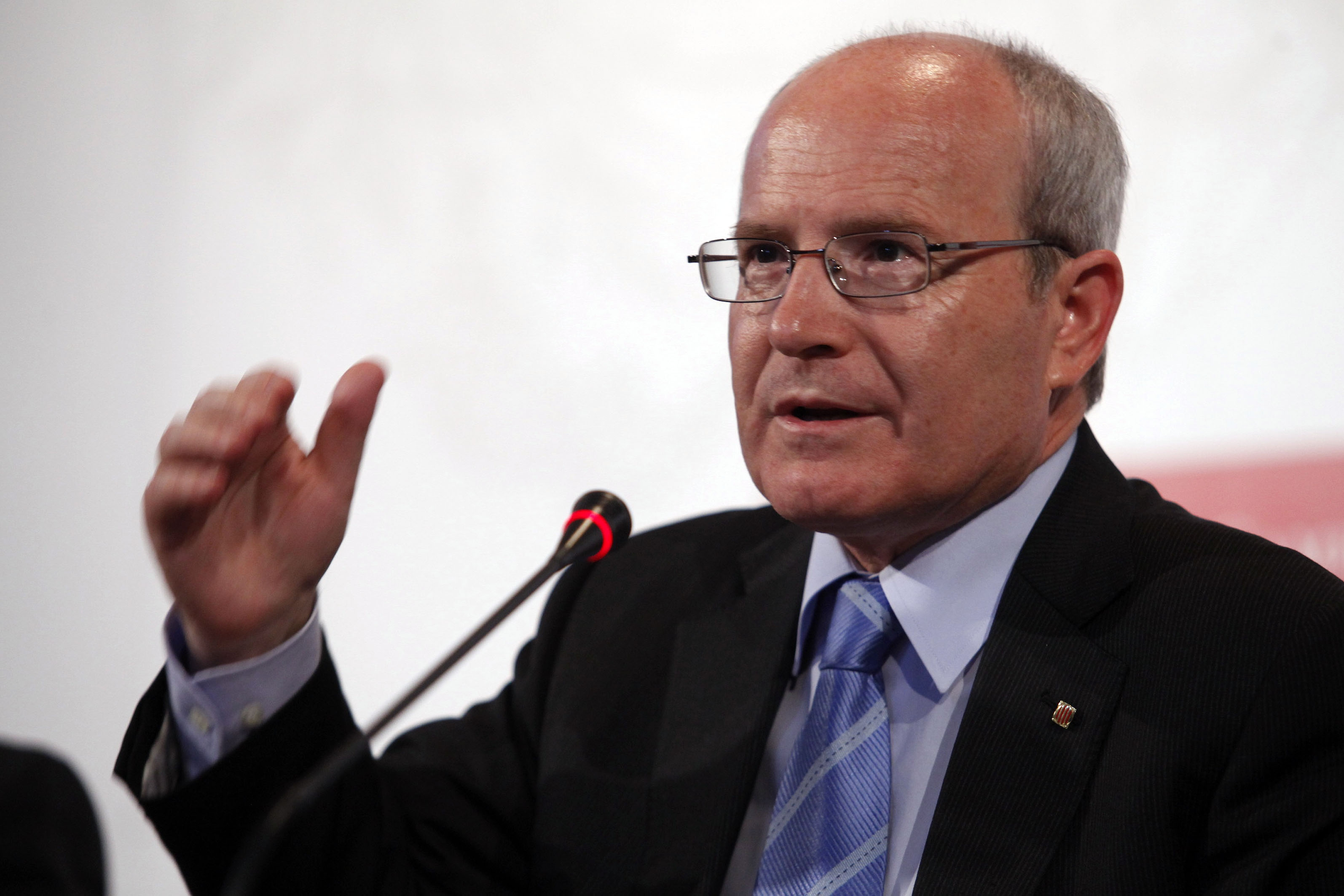
El presidente de la Generalidad José Montilla (noviembre de 2010).

Poco después de conocerse la sentencia el Presidente de la Generalidad de Cataluña José Montilla hizo una declaración el mismo día 28 de junio de 2010 en la que mostró su indignación con el fallo y emplazó al presidente del gobierno José Luis Rodríguez Zapatero a que "rehaga" los cimientos del Estatuto y consiga por la vía del pacto lo que el Constitucional ha truncado. "No nos conformamos, queremos el Estatuto íntegro", afirmó, y a continuación hizo un llamamiento a todos los catalanes para que muestren su rechazo a la sentencia "masivamente" en una manifestación convocada para el 10 de julio. "Andemos juntos unidos todos los que queremos el país. Demostremos que somos una nación y somos un solo pueblo", dijo.
CiU nada más conocer la sentencia hizo público un comunicado en el que calificó la situación de "gravísima". "España ya ha dictado sentencia", afirmó Felip Puig, secretario general de Convergencia Democrática de Cataluña. Por su parte el presidente de Esquerra Republicana de Cataluña, Joan Puigcercós, la tildó de "estocada mortal" y vaticinó el crecimiento del independentismo catalán  dado que una parte significativa de la ciudadanía de Cataluña "no cabe en la Constitución" española.  Muy diferente fue la reacción de Alicia Sánchez-Camacho, presidente del Partido Popular de Cataluña, promotor del recurso de inconstitucionalidad, quien afirmó que tras la sentencia "no hay vencedores ni vencidos".
En Madrid la vicepresidenta del gobierno María Teresa Fernández de la Vega valoró la sentencia como una derrota del Partido Popular ya que, según ella, el Tribunal Constitucional "ha avalado la constitucionalidad del Estatuto en su práctica totalidad". Por su parte Soraya Sáenz de Santamaría, portavoz parlamentaria del Partido Popular manifestó: "Lo importante es que el tribunal ha estimado en parte el recurso del PP y cuestiona 50 artículos". "Además, se deja bien sentado que el término nación con carácter vinculante solo corresponde a la nación española", añadió.

### Similitudes con el estatuto andaluz
Distintas asociaciones como la Abogacía del Estado o el Instituto de Estudios Autonómicos de la Generalidad de Cataluña destacan la diferencia de criterios sobre la consitucionalidad de artículos muy parecidos o idénticos en el estatuto catalán y el estatuto andaluz, aprobado en noviembre de 2006. Por ejemplo, el apartado 1 del art. 99 del estatuto catalán, declarado inconstitucional, dice:
El Consejo de Justicia de Cataluña está integrado por el Presidente o Presidenta del Tribunal Superior de Justicia de Cataluña, que lo preside, y por los miembros que se nombren, de acuerdo con lo previsto por la Ley Orgánica del Poder Judicial, entre Jueces, Magistrados, Fiscales o juristas de reconocido prestigio. El Parlamento de Cataluña designa a los miembros del Consejo que determine la Ley Orgánica del Poder Judicial.
Mientras que el artículo 144.2 del estatuto andaluz dice:
El Consejo de Justicia de Andalucía está integrado por el Presidente o Presidenta del Tribunal Superior de Justicia de Andalucía, que lo preside, y por los miembros elegidos entre Jueces, Magistrados, Fiscales y juristas de reconocido prestigio que se nombren de acuerdo con lo previsto por la Ley Orgánica del Poder Judicial, correspondiendo al Parlamento de Andalucía la designación de los miembros que determine dicha Ley.
En materia económica, el estatuto andaluz ha llevado a diferentes interpretaciones al gobierno central y autonómico después de su aprobación, aludiendo a la sentencia de inconstitucionalidad sobre el estatuto catalán.

### Manifestación del 10 de julio de 2010
En la tarde del sábado del 10 de julio de 2010 tuvo lugar una gran manifestación en Barcelona —considerada por los organizadores como la más masiva en la historia de la democracia en Cataluña, incluso mayor que la de la Diada del 11 de septiembre de 1977— para mostrar el rechazo a la sentencia del Tribunal Constitucional, aunque los gritos y los carteles que predominaron fueron en favor de la independencia de Cataluña así como las banderas esteladas fueron muy superiores a la banderas catalanas (las juventudes de Convergència Democràtica de Catalunya desplegaron una gran pancarta que decía Catalonia is not Spain -'Cataluña no es España'-). Había sido convocada por la Generalidad de Cataluña, los partidos políticos catalanes (a excepción del Partido Popular y de Ciudadanos – Partido de la Ciudadanía) y un millar de entidades culturales, cívicas y sociales con el lema Som una nació. Nosaltres decidim ('Somos una nación. Nosotros decidimos'). La organización corrió a cargo de la entidad catalanista Òmnium Cultural. Abría la manifestación una gran bandera catalana de 250 metros cuadrados  y detrás iban el presidente de la Generalidad de Cataluña José Montilla, acompañado por el presidente del Parlamento de Cataluña Ernest Benach y los expresidentes de la Generalidad de Cataluña Jordi Pujol y Pasqual Maragall y del Parlamento de Cataluña Joan Rigol y Heribert Barrera. Tras ellos caminaban los líderes de los cuatro principales partidos convocantes: PSC, CiU, ERC e ICV.
A la cabecera de la manifestación le costó avanzar por el Paseo de Gracia a causa de la multitud que se había reunido allí. Cuando llegó al cruce con la Gran Vía ya no pudo seguir avanzando, y fue entonces cuando arreciaron los pitidos y los gritos en catalán de "Políticos fuera. El Pueblo en la cabecera", y también los insultos y gritos de botifler dirigidos contra el presidente de la Generalidad, Montilla (incluso hubo un conato de agresión). El servicio de seguridad decidió entonces meter al presidente en el cercano edificio del Departamento de Justicia saliendo después por una puerta lateral donde le esperaba su coche oficial.

## Valoración
Según el filólogo e historiador Jordi Amat, «la sentencia se redactó con la vieja tinta del jacobinismo e hirió donde más podía doler. En la piel. Ahí donde los ciudadanos de Cataluña afirmaban su conciencia de pertenecer a una comunidad política singular. El Estatuto podía decir misa. Nación, constitucionalmente, solo había una. La idea de soberanía era la clásica, envarada y petrificada, e impedía avanzar en la federalización del Estado. (...) No se frustraba solamente la esperanza del Estatuto de 2006... Era lisa y llanamente una victoria del nacionalismo español. También del jacobinismo. La idea de España del Partido Popular, fundamentada en una lectura uniformizadora de la Constitución, había ganado».
Según los profesores Jaume Claret y Manuel Santirso, la sentencia del Constitucional selló el fracaso de la operación del nuevo Estatuto que «había buscado una solución diferenciada y propia para Cataluña» y con él la derrota de las apuestas clásicas del catalanismo político, tanto de la «pactista» que había defendido hasta entonces CiU como de la «federal» propugnada por el PSC. La iniciativa a partir de entonces dejó de estar en manos del gobierno de la Generalidad de Cataluña o del Parlamento de Cataluña para pasar a manos de las diversas entidades que apostaban claramente por la independencia.
El politólogo Ignacio Sánchez-Cuenca, de la Universidad Carlos III de Madrid, afirma que «la sentencia del Tribunal Constitucional se basa en una lectura ‘literalista’ del texto constitucional», porque según él, «la Constitución no afirma explícitamente que la nación española sea la única existente, tan solo dice que la unidad de dicha nación es indisoluble». Al afirmar el Tribunal que no existe más nación que la española, adopta las posiciones «propias de un nacionalismo español que aborrece la posibilidad política de la plurinacionalidad» y recurre «a la versión más abstracta (y me atrevería a decir, metafísica) del concepto de soberanía» al no «entrar a considerar su ejercicio real en el marco de la política constituida» y no haber considerado posible «que la soberanía de la nación española pueda ser compartida con otras soberanías nacionales dentro de España», mientras que el Constitucional nunca ha puesto ninguna objeción respecto a la cesión de soberanía a la Unión Europea .«El doble rasero del Tribunal Constitucional con respecto a la integración europea y el reconocimiento nacional de País Vasco y Cataluña refleja, no quizá en el orden jurídico, pero sí desde luego en el orden político, prejuicios ideológicos. (…) Lo que está operando aquí son valores ideológicos, en este caso los valores de un nacionalismo español que está dispuesto a asumir la pluralidad de España pero no su plurinacionalidad y que, sin embargo, no ve ninguna dificultad jurídica en proceder al vaciado de soberanía nacional en beneficio de las instituciones europeas. (…) No hay que olvidar que los magistrados del Constitucional son ciudadanos españoles, socializados en la cultura jurídica española, sensibles al clima de opinión que se vive en el país y a los discursos dominantes sobre el nacionalismo como anti-España». Lo cierto es que a partir de la publicación de la sentencia se produjo un crecimiento espectacular del independentismo en Cataluña.